# Copal (Morona Santiago)
Copal ist eine Ortschaft und eine Parroquia rural („ländliches Kirchspiel“) im Kanton Santiago der ecuadorianischen Provinz Morona Santiago. Die Parroquia besitzt eine Fläche von 134,19 km². Beim Zensus 2010 wurden 480 Einwohner gezählt. Für 2015 wurde eine Einwohnerzahl von 540 angegeben.

## Lage
Die Parroquia Copal liegt an der Ostflanke der Cordillera Real. Das Gebiet hat eine Längsausdehnung in SW-NO-Richtung von 36 km. Es liegt in Höhen zwischen 500 m und 3810 m. Entlang der westlichen Verwaltungsgrenze verläuft der Hauptkamm der Cordillera Real. Der Río Paute fließt entlang der nordöstlichen Verwaltungsgrenze nach Südosten. Dessen rechter Nebenfluss Río Negro begrenzt das Gebiet im Südosten. Anschließend durchquert er den Nordosten und passiert dabei den am linken Flussufer gelegenen Hauptort Copal. Copal befindet sich auf einer Höhe von 850 m 10 km westsüdwestlich vom Kantonshauptort Santiago de Méndez. Der Fernstraße E40 (Cuenca–Santiago de Méndez) durchquert den Nordosten der Parroquia.
Die Parroquia Copal grenzt im Nordosten an die Parroquia Santiago de Méndez, im Osten an die Parroquia Chupianza, im Süden an die Parroquia Yunganza (Kanton Limón Indanza) sowie im Westen und im Nordwesten an die Provinz Azuay mit den Parroquias San Vicente, Sevilla de Oro, Palmas und Amaluza. 

## Orte und Siedlungen
In der Parroquia gibt es folgende Comunidades:
- Dolorosa
- Huancabelí
- La Libertad
- Nuevos Horizontes
- Partidero
- San Bartolo

## Geschichte
Die Parroquia Copal wurde am 5. Januar 1929 gegründet.